# Ареф, Абдул Салам
А́бдул Сала́м Муха́ммед А́реф (араб. عبد السلام عارف‎; 21 марта 1921, Багдад — 13 апреля 1966) — иракский военный, политический и государственный деятель; президент Ирака с 1963 по 1966 год. Сыграл ведущую роль в свержении монархии. Имея поддержку в армии и в партии Баас, Ареф становится президентом страны после свержения Абдель Керима Касема. Погиб в результате авиакатастрофы на юге Ирака. После гибели Абдул Салама Арефа пост президента занял его старший брат Абдель Рахман Ареф.

## Биография
Абдул Салам Ареф родился 21 марта 1921 года в Багдаде, в семье торговца тканями, перебравшегося в столицу из Эль-Фаллуджи. Детство будущего президента прошло в столице, где он в 1934 г. окончил школу и получил аттестат зрелости. Абдул Салам поступил в военный колледж, окончив его в 1941 году в звании второго лейтенанта.
В 1948 году Ареф отправился в Палестину на войну с Израилем. По возвращении на родину вошёл в состав Главного командования вооруженных сил Ирака. В 1951 году в составе британских подразделений Ареф отправился на учёбу в Дюссельдорф (Германия). По возвращении на родину получил звание генерал-майора.
13 декабря 2004 года дочь бывшего президента Ирака Сана Абдул Салам была убита вместе с мужем в своем доме в Багдаде неизвестными бандитами.

## Политическая деятельность
После свержения монархии Касем стал премьер-министром и министром обороны Ирака, а Ареф — заместителем премьер-министра и министром внутренних дел.

## Президент
После свержения Касема в ходе вооружённого переворота Абдул Салам Ареф был избран новым президентом страны, пост премьер-министра занял Ахмед Хасан аль-Бакр. К власти пришла партия «Баас», которая с помощью «Национальной гвардии» начала репрессии против коммунистов и других оппозиционных сил. С февраля по ноябрь было убито ок. 5 тыс. чел., а более 10 тыс. брошены в тюрьмы. Но вместе с тем обострились противоречия между Баас, иракскими насеристами и ДАН, которые разошлись во мнениях относительно подхода к переговорам об объединении Ирака с Египтом, результатом чего стал распад Социалистического блока. Репрессии со стороны правительства подорвало доверие к политике властей у феодалов и крестьян. В это же время на севере начались очередные военные действия с курдскими повстанцами.
Попытки Баас найти выход из создавшегося положения привели к обострению противоречий в партийном руководстве. В сентябре в нём образовались две группировки, разногласия между которыми переросли в военные столкновения. Ареф воспользовался сложившейся ситуацией и 18 ноября при поддержке военных организовал государственный переворот, отстранив баасистов от власти. Многие лидеры партии Баас были арестованы; среди арестованных находился Саддам Хусейн — будущий президент Ирака. В январе 1964 года поста премьер-министра лишился Ахмед Хасан аль-Бакр, на его место пришёл Тахир Яхья. Отстранив баасистов от власти, Ареф тем самым сосредоточил в своих руках всю полноту власти и установил в стране режим военной диктатуры.

### Внешняя политика
Абдул Салам Ареф формально признал независимость Кувейта, но не его границы, установленные Великобританией. Он выдвинул территориальные притязания на острова Бубиян и Варба, а также на южную окраину иракского месторождения нефти Румайла.

### Война с курдами
Переговоры с Пешмерга по разрешению курдской проблемы сошли на нет. 2 апреля 1965 года на севере Ирака вновь начались военные действия. Линия фронта растянулась на 500 километров — от Заху до Ханекина против повстанцев было брошено 50 тыс. правительственных солдат. Иракская армия обстреливала мирное население курдских городов и проводила карательные рейды против курдского населения в городах Киркук, Эрбиль и Заху.

## Гибель
Вечером 13 апреля 1966 г. вертолёт с президентом вылетел из Басры в Багдад. Вслед за ним вылетели ещё два вертолёта, которые достигли пункта назначения. Однако вертолёт с президентом так и не появился. Обломки вертолёта были найдены утром следующего дня на берегу реки Шатт-эль-Араб близ района Эль-Куна. Никто из находившихся на борту пассажиров не выжил.